# Gurjara-Pratihara
Gurjara-Pratiharas var en hinduisk härskardynasti från 700-talet till 1100-talet, grundad av Nagabhata I, med Kannauj, vid Ganges, som huvudstad. Nådde under kung Bhoja (836-890) och kung Mahenjapala (890-910) sin storhetstid, och riket sträckte sig då från Gujarat till Bengalen. Angreps på 900-talet av Rashtrakutariket och besegrades definitivt av Mahmud av Ghazni, som plundrade och brände Kannauj 1018.